# Oligia misera
Oligia misera là một loài bướm đêm trong họ Noctuidae.